# Februarski Leonidi
Februarski Leonidi so meteorji iz vsakoletnega meteorskega roja.

Radiant februarskih Leonidov leži v ozvezdju Leva (Leo) (Leo). Februarski Leonidi se pojavljajo od 1. februarja do 28. februarja, svoj vrhunec pa dosežejo v tem obdobju večkrat.

## Opazovanje
Februarski Leonidi izhajajo iz radianta v ozvezdju Leva. Istočasno so aktivni tudi Delta Leonidi, ki imajo svoj radiant blizu radianta februarskih Leonidov. Zaradi tega je meteorje obeh rojev zelo težko razlikovati med seboj.